# Floridas viceguvernör
Floridas viceguvernör (engelska: Lieutenant Governor of Florida) är det näst högsta offentliga ämbetet i den amerikanska delstaten Floridas delstatsstyre.
Ämbetet existerade inte när Florida först blev delstat år 1845 men det inrättades efter amerikanska inbördeskriget år 1865. År 1885 beslöt man om att avskaffa ämbetet när den sittande viceguvernörens mandatperiod löper ut år 1889. Ämbetet återinrättades i och med att delstatens konstitution från år 1968 trädde i kraft.
Republikanen Jeanette Núñez är Floridas viceguvernör sedan 8 januari 2019.

## Floridas viceguvernörer från 1865 och framåt
| Nr | Porträtt | Namn                  | Parti      | Tillträde | Avgång   | Not   |
| -- | -------- | --------------------- | ---------- | --------- | -------- | ----- |
| 1  |          | William W.J. Kelly    | Republikan | 1865      | 1868     | [ 2 ] |
| 2  |          | William Henry Gleason | Republikan | 1868      | 1870     | [ 2 ] |
| 3  |          | Edmund C. Weeks       | Republikan | 1870      | 1871     | [ 2 ] |
| 4  |          | Samuel T. Day         | Republikan | 1871      | 1873     | [ 2 ] |
| 5  |          | Marcellus Stearns     | Republikan | 1873      | 1874     | [ 2 ] |
| 6  |          | Noble A. Hull         | Demokrat   | 1877      | 1879     | [ 2 ] |
| 7  |          | Livingston W. Bethel  | Demokrat   | 1881      | 1885     | [ 2 ] |
| 8  |          | Milton H. Mabry       | Demokrat   | 1885      | 1889     | [ 2 ] |
| -  |          | Ingen viceguvernör    |            | 1889      | 1969     |       |
| 9  |          | Ray C. Osborne        | Republikan | 1969      | 1971     | [ 2 ] |
| 10 |          | Thomas Burton Adams   | Demokrat   | 1971      | 1975     | [ 2 ] |
| 11 |          | James H. Williams     | Demokrat   | 1975      | 1979     | [ 2 ] |
| 12 |          | Wayne Mixson          | Demokrat   | 1979      | 1987     | [ 2 ] |
| 13 |          | Bobby Brantley        | Republikan | 1987      | 1991     | [ 2 ] |
| 14 |          | Buddy MacKay          | Demokrat   | 1991      | 1998     | [ 2 ] |
| 15 |          | Frank Brogan          | Republikan | 1999      | 2003     | [ 2 ] |
| 16 |          | Toni Jennings         | Republikan | 2003      | 2007     | [ 2 ] |
| 17 |          | Jeff Kottkamp         | Republikan | 2007      | 2011     | [ 3 ] |
| 18 |          | Jennifer Carroll      | Republikan | 2011      | 2013     | [ 4 ] |
| 19 |          | Carlos López-Cantera  | Republikan | 2014      | 2019     | [ 5 ] |
| 20 |          | Jeanette Núñez        | Republikan | 2019      | sittande | [ 6 ] |